# Catar en la Copa Oro de la Concacaf 2023

## Plantel
Entrenador:  Carlos Queiroz
El equipo fue anunciado el 19 de junio. Ahmed Alaaeldin fue reemplazado por Mahdi Salem por lesión.
| No. | Pos. | Jugador            | Fecha de nacimiento (edad)         | Apa. | Goles | Club       |
| --- | ---- | ------------------ | ---------------------------------- | ---- | ----- | ---------- |
| 1   | POR  | Salah Zakaria      | 24 de abril de 1999 (24 años)      | 1    | 0     | Al-Duhail  |
| 2   | DEF  | Ahmed Suhail       | 8 de febrero de 1999 (24 años)     | 1    | 0     | Al-Arabi   |
| 3   | DEF  | Hazem Shehata      | 2 de febrero de 1998 (25 años)     | 2    | 0     | Al-Wakrah  |
| 4   | DEF  | Yousef Ayman       | 21 de marzo de 1999 (24 años)      | 0    | 0     | Al-Duhail  |
| 5   | DEF  | Tarek Salman       | 5 de diciembre de 1997 (25 años)   | 63   | 0     | Al-Sadd    |
| 6   | MED  | Ahmed Fatehi       | 25 de enero de 1993 (30 años)      | 11   | 0     | Al-Arabi   |
| 7   | MED  | Mahdi Salem        | 4 de abril de 2004 (19 años)       | 0    | 0     | Al-Sadd    |
| 8   | MED  | Ali Assadalla      | 19 de enero de 1993 (30 años)      | 64   | 12    | Al-Sadd    |
| 9   | DEL  | Mohammed Muntari   | 20 de diciembre de 1993 (29 años)  | 51   | 14    | Al-Duhail  |
| 10  | MED  | Mohammed Waad      | 18 de septiembre de 1999 (23 años) | 27   | 0     | Al-Sadd    |
| 11  | DEL  | Yusuf Abdurisag    | 6 de agosto de 1999 (23 años)      | 17   | 1     | Al-Wakrah  |
| 12  | MED  | Abdullah Marafee   | 13 de abril de 1992 (31 años)      | 0    | 0     | Al-Arabi   |
| 13  | DEF  | Musab Kheder       | 1 de enero de 1993 (30 años)       | 31   | 0     | Al-Sadd    |
| 14  | DEF  | Homam Ahmed        | 25 de agosto de 1999 (23 años)     | 36   | 2     | Al-Gharafa |
| 15  | DEF  | Bassam Al-Rawi     | 16 de diciembre de 1997 (25 años)  | 59   | 2     | Al-Duhail  |
| 16  | MED  | Mostafa Meshaal    | 28 de marzo de 2001 (22 años)      | 3    | 0     | Al-Shamal  |
| 17  | DEL  | Tameem Al-Abdullah | 5 de octubre de 2002 (20 años)     | 4    | 1     | Al-Rayyan  |
| 18  | DEL  | Khalid Muneer      | 24 de febrero de 1998 (25 años)    | 7    | 1     | Al-Wakrah  |
| 19  | DEL  | Almoez Ali         | 19 de agosto de 1996 (26 años)     | 88   | 42    | Al-Duhail  |
| 20  | DEF  | Jassem Gaber       | 20 de febrero de 2002 (21 años)    | 4    | 0     | Al-Arabi   |
| 21  | POR  | Yousef Hassan      | 24 de mayo de 1996 (27 años)       | 7    | 0     | Al-Gharafa |
| 22  | POR  | Meshaal Barsham    | 14 de febrero de 1998 (25 años)    | 26   | 0     | Al-Sadd    |
| 23  | MED  | Assim Madibo       | 22 de octubre de 1996 (26 años)    | 49   | 0     | Al-Duhail  |

## Participación

### Partidos
| Fecha       | Lugar       | Instancia        |        |                   | Resultado |                     |          |
| ----------- | ----------- | ---------------- | ------ | ----------------- | --------- | ------------------- | -------- |
| 25 de junio | Houston     | Fase de grupos   | Haití  | Bandera de Haití  | 2:1 (1:1) | Bandera de Catar    | Catar    |
| 29 de junio | Glendale    | Fase de grupos   | Catar  | Bandera de Catar  | 1:1 (1:0) | Bandera de Honduras | Honduras |
| 2 de julio  | Santa Clara | Fase de grupos   | México | Bandera de México | 0:1 (0:1) | Bandera de Catar    | Catar    |
| 8 de julio  | Arlington   | Cuartos de final | Panamá | Bandera de Panamá | 4:0 (1:0) | Bandera de Catar    | Catar    |

### Grupo B
| Selección | Pts | PJ | PG | PE | PP | GF | GC | Dif |
| --------- | --- | -- | -- | -- | -- | -- | -- | --- |
| México    | 6   | 3  | 2  | 0  | 1  | 7  | 2  | 5   |
| Catar     | 4   | 3  | 1  | 1  | 1  | 3  | 3  | 0   |
| Honduras  | 4   | 3  | 1  | 1  | 1  | 3  | 6  | –3  |
| Haití     | 3   | 3  | 1  | 0  | 2  | 4  | 6  | –2  |

#### Haití vs. Catar
| 25 de junio de 2023 | Haití                                 | 2:1 (1:1) | Catar         | Estadio NRG, Houston                                         |                                                              |
| 18:00               | - Nazon 45+1' (pen.) - Frantzdy 90+7' | Reporte   | Abdurisag 20' | Asistencia: 66 255 espectadores Árbitro(s): Daneon Parchment | Asistencia: 66 255 espectadores Árbitro(s): Daneon Parchment |

| Haití | Catar |

| POR                         | 1  | Alexandre Pierre      |     |       |
| DEF                         | 2  | Carlens Acuns         |     |       |
| DEF                         | 4  | Ricardo Adé           |     |       |
| DEF                         | 6  | Garven Metusala       |     |       |
| DEF                         | 22 | Alex Junior Christian | 89' |       |
| MED                         | 18 | Carl Fred Sainté      | 48' | 90+2' |
| MED                         | 21 | Bryan Alceus          |     | 75'   |
| MED                         | 14 | Fafà Picault          | 22' | 84'   |
| MED                         | 11 | Derrick Etienne       |     | 90+2' |
| MED                         | 9  | Duckens Nazon         |     |       |
| DEL                         | 20 | Frantzdy Pierrot      |     |       |
| Cambios:                    |    |                       |     |       |
| MED                         | 19 | Steeven Saba          |     | 75'   |
| DEL                         | 13 | Jayro Jean            |     | 84'   |
| MED                         | 17 | Danley Jacques        |     | 90+2' |
| DEL                         | 7  | Carnejy Antoine       |     | 90+2' |
| Entrenador:                 |    |                       |     |       |
| Gabriel Calderón Pellegrino |    |                       |     |       |

| POR            | 22 | Meshaal Barsham    |     |       |
| DEF            | 15 | Bassam Al-Rawi     | 46' |       |
| DEF            | 2  | Ahmed Suhail       |     |       |
| DEF            | 5  | Tarek Salman       | 3'  |       |
| DEF            | 14 | Homam Ahmed        |     |       |
| MED            | 6  | Ahmed Fatehi       |     |       |
| MED            | 11 | Yusuf Abdurisag    |     | 90+8' |
| MED            | 20 | Jassem Gaber       |     | 58'   |
| MED            | 16 | Mostafa Meshaal    |     |       |
| MED            | 3  | Hazem Shehata      |     | 58'   |
| DEL            | 9  | Mohammed Muntari   |     | 87'   |
| Cambios:       |    |                    |     |       |
| MED            | 8  | Ali Assadalla      |     | 58'   |
| DEL            | 17 | Tameem Al-Abdullah | 69' | 58'   |
| MED            | 10 | Mohammed Waad      |     | 87'   |
| DEF            | 4  | Yousef Ayman       |     | 90+8' |
| Entrenador:    |    |                    |     |       |
| Carlos Queiroz |    |                    |     |       |

| Jugador del Partido: Duckens Nazon ‘Árbitros asistentes’: Caleb Wales Ojay Duhaney 'Cuarto árbitro': Reon Radix ‘Árbitro asistente de video’: Ricardo Montero Árbitros asistentes del árbitro asistente de video: Benjamín Pineda |

#### Catar vs. Honduras
| 29 de junio de 2023 | Catar          | 1:1 (1:0) | Honduras   | State Farm Stadium, Glendale                                   |                                                                |
| 19:45               | Al-Abdullah 7' | Reporte   | Elis 90+6' | Asistencia: 34 517 espectadores Árbitro(s): Armando Villarreal | Asistencia: 34 517 espectadores Árbitro(s): Armando Villarreal |

| Catar | Honduras |

| POR            | 22 | Meshaal Barsham    | 82' |     |
| DEF            | 15 | Bassam Al-Rawi     | 52' |     |
| DEF            | 2  | Ahmed Suhail       |     |     |
| DEF            | 5  | Tarek Salman       |     |     |
| DEF            | 14 | Homam Ahmed        |     |     |
| MED            | 6  | Ahmed Fatehi       | 50' |     |
| MED            | 11 | Yusuf Abdurisag    |     | 79' |
| MED            | 8  | Ali Assadalla      |     | 74' |
| MED            | 16 | Mostafa Meshaal    |     | 90' |
| MED            | 10 | Mohammed Waad      | 20' | 79' |
| DEL            | 17 | Tameem Al-Abdullah |     | 74' |
| Cambios:       |    |                    |     |     |
| DEF            | 3  | Hazem Shehata      |     | 74' |
| DEL            | 9  | Mohammed Muntari   |     | 74' |
| DEF            | 13 | Musab Kheder       |     | 79' |
| DEF            | 20 | Jassem Gaber       |     | 79' |
| MED            | 23 | Assim Madibo       |     | 90' |
| Entrenador:    |    |                    |     |     |
| Carlos Queiroz |    |                    |     |     |

| POR           | 1  | Edrick Menjívar    |     |     |
| DEF           | 13 | Maylor Núñez       |     |     |
| DEF           | 4  | Marcelo Santos     |     |     |
| DEF           | 15 | Luis Fernando Vega |     | 24' |
| DEF           | 19 | Omar Elvir         |     |     |
| MED           | 20 | Deiby Flores       |     |     |
| MED           | 8  | Joseph Rosales     | 45' | 72' |
| MED           | 6  | Bryan Acosta       |     | 55' |
| MED           | 10 | Alexander López    |     | 46' |
| DEL           | 7  | Alberth Elis       |     |     |
| DEL           | 11 | Jerry Bengtson     |     | 72' |
| Cambios:      |    |                    |     |     |
| DEF           | 2  | Devron García      |     | 24' |
| DEL           | 9  | Rubilio Castillo   |     | 46' |
| MED           | 14 | Jorge Álvarez      | 56' | 55' |
| MED           | 17 | José Mario Pinto   |     | 72' |
| DEL           | 16 | Edwin Solano       |     | 72' |
| Entrenador:   |    |                    |     |     |
| Diego Vásquez |    |                    |     |     |

| Jugador del Partido: Alberth Elis ‘Árbitros asistentes’: Cory Richardson Logan Brown 'Cuarto árbitro': Joseph Dickerson ‘Árbitro asistente de video’: Allen Chapman Árbitros asistentes del árbitro asistente de video: Tim Ford |

#### México vs. Catar
| 2 de julio de 2023 | México | 0:1 (0:1) | Catar       | Levi's Stadium, Santa Clara                              |                                                          |
| 21:00              |        | Reporte   | Shehata 27' | Asistencia: 47 382 espectadores Árbitro(s): Drew Fischer | Asistencia: 47 382 espectadores Árbitro(s): Drew Fischer |

| México | Catar |

| POR                     | 13 | Guillermo Ochoa  |     |     |
| DEF                     | 2  | Julián Araujo    |     | 81' |
| DEF                     | 4  | Edson Álvarez    |     |     |
| DEF                     | 21 | Israel Reyes     |     |     |
| DEF                     | 6  | Gerardo Arteaga  | 74' |     |
| MED                     | 8  | Carlos Rodríguez |     | 70' |
| MED                     | 7  | Luis Romo        |     | 81' |
| MED                     | 18 | Luis Chávez      |     |     |
| DEL                     | 9  | Ozziel Herrera   |     | 60' |
| DEL                     | 11 | Santiago Giménez | 67' |     |
| DEL                     | 17 | Orbelín Pineda   |     | 60' |
| Cambios:                |    |                  |     |     |
| MED                     | 16 | Diego Lainez     |     | 60' |
| DEL                     | 10 | Roberto Alvarado |     | 60' |
| DEL                     | 20 | Henry Martín     |     | 70' |
| DEL                     | 15 | Uriel Antuna     |     | 81' |
| MED                     | 14 | Érick Sánchez    |     | 81' |
| Entrenador:             |    |                  |     |     |
| Jaime Lozano (interino) |    |                  |     |     |

| POR            | 22 | Meshaal Barsham    |       |     |
| DEF            | 13 | Musab Kheder       |       |     |
| DEF            | 2  | Ahmed Suhail       |       |     |
| DEF            | 5  | Tarek Salman       | 45+4' |     |
| DEF            | 14 | Homam Ahmed        |       |     |
| MED            | 6  | Ahmed Fatehi       |       |     |
| MED            | 12 | Abdullah Marafee   |       | 53' |
| MED            | 10 | Mohammed Waad      | 31'   | 40' |
| MED            | 16 | Mostafa Meshaal    | 90'   |     |
| MED            | 3  | Hazem Shehata      |       | 77' |
| DEL            | 17 | Tameem Al-Abdullah | 48'   | 77' |
| Cambios:       |    |                    |       |     |
| MED            | 8  | Ali Assadalla      |       | 40' |
| DEF            | 4  | Yousef Ayman       |       | 53' |
| MED            | 7  | Mahdi Salem        | 81'   | 77' |
| MED            | 23 | Assim Madibo       | 90+3' | 77' |
| Entrenador:    |    |                    |       |     |
| Carlos Queiroz |    |                    |       |     |

| Jugador del Partido: Hazem Shehata ‘Árbitros asistentes’: Kathryn Nesbitt Micheal Barwegen 'Cuarto árbitro': Joseph Dickerson ‘Árbitro asistente de video’: Edvin Jurisevic Árbitros asistentes del árbitro asistente de video: Chris Penso |

### Cuartos de final

#### Panamá vs. Catar
| 8 de julio de 2023 | Panamá                              | 4:0 (1:0) | Catar | AT&T Stadium, Arlington                                 |                                                         |
| 19:00              | - Bárcenas 19' - Díaz 56', 63', 65' | Reporte   |       | Asistencia: 60 355 espectadores Árbitro(s): César Ramos | Asistencia: 60 355 espectadores Árbitro(s): César Ramos |

| Panamá | Catar |

| POR                 | 22 | Orlando Mosquera       |     |
| DEF                 | 4  | Fidel Escobar          |     |
| DEF                 | 3  | Harold Cummings        | 85' |
| DEF                 | 16 | Andrés Andrade         |     |
| MED                 | 10 | Édgar Bárcenas         |     |
| MED                 | 8  | Adalberto Carrasquilla | 70' |
| MED                 | 20 | Aníbal Godoy           | 82' |
| MED                 | 15 | Eric Davis             |     |
| DEL                 | 17 | José Fajardo           |     |
| DEL                 | 19 | Alberto Quintero       | 70' |
| DEL                 | 11 | Ismael Díaz            | 70' |
| Sustituciones:      |    |                        |     |
| MED                 | 6  | Cristian Martínez      | 70' |
| MED                 | 21 | César Yanis            | 70' |
| DEL                 | 18 | Cecilio Waterman       | 70' |
| MED                 | 7  | Jovani Welch           | 82' |
| DEF                 | 5  | Roderick Miller        | 85' |
| Técnico:            |    |                        |     |
| Thomas Christiansen |    |                        |     |

| POR            | 1  | Salah Zakaria    |     |
| DEF            | 13 | Musab Kheder     |     |
| DEF            | 2  | Ahmed Suhail     |     |
| DEF            | 4  | Yousef Ayman     |     |
| DEF            | 14 | Homam Ahmed      |     |
| MED            | 8  | Ali Assadalla    | 67' |
| MED            | 15 | Bassam Al-Rawi   |     |
| MED            | 3  | Hazem Shehata    | 46' |
| MED            | 16 | Mostafa Meshaal  |     |
| MED            | 23 | Assim Madibo     | 67' |
| DEL            | 19 | Almoez Ali       | 82' |
| Sustituciones: |    |                  |     |
| MED            | 7  | Mahdi Salem      | 46' |
| DEF            | 20 | Jassem Gaber     | 67' |
| MED            | 12 | Abdullah Marafee | 67' |
| DEL            | 18 | Khalid Muneer    | 82' |
| Técnico:       |    |                  |     |
| Carlos Queiroz |    |                  |     |

| Jugador del Partido: Ismael Díaz 'Árbitros asistentes': Alberto Morín Marco Bisguerra 'Cuarto árbitro': Fernando Guerrero 'Árbitro asistente de video': Erick Miranda Árbitros asistentes del árbitro asistente de video: Guillermo Pacheco |